# Coenosia exigua
Coenosia exigua este o specie de muște din genul Coenosia, familia Muscidae. A fost descrisă pentru prima dată de Stein în anul 1910. Conform Catalogue of Life specia Coenosia exigua nu are subspecii cunoscute.